# Miremont, Puy-de-Dôme

Miremont este o comună în departamentul Puy-de-Dôme, Franța. În 1 ianuarie 2022 avea o populație de 295 de locuitori.